# تفجيرات حمص فبراير 2016
في 21 فبراير 2016، ضربت سيارتين مفخختين انفجرتا في حي الزهراء ذو الغالبية العلوية في حمص، سوريا. أسفرت التفجيرات عن مقتل ما لا يقل عن 57 شخصاً وإصابة أكثر من 100 آخرين بجراح. دمر 60 على الأقل من المباني المحيطة والعشرات من السيارات في الانفجارات.

## التفجيرات
وقعت التفجيرات خلال ساعة الذروة صباح يوم الأحد في شارع الستين. وكانت الحصيلة الأولية 34، ولكنها ارتفعت نظراً لعدد الأشخاص الذين أصيبوا بجروح خطيرة. وفقاً لقناة تلفزيون الحكومة السورية، فقد تم استهداف الطلاب وموظفي الحكومة الذاهبين إلى العمل. دمرت عشرات السيارات ولحقت أضرار بعدد من المباني المجاورة. وكان الهدف هم أنصار الحكومة التي كانت في الوقت ذاته تحقق مكاسب عسكرية كبيرة.
وقعت التفجيرات في اليوم نفسه مع التفجيرات التي وقعت في ضاحية دمشق السيدة زينب التي أسفرت عن مصرع ما لا يقل عن 30. تبنى تنظيم الدولة الإسلامية الهجمات في دمشق وحمص.
وكانت التفجيرات التي وقعت في حمص في يناير 2016 قد قتلت 22 شخصاً.